# Emilio Williams
Emilio Williams (Madrid, España, 12 de julio de 1971) es un dramaturgo español y director de escena afincado en Chicago, Estados Unidos. 

## Biografía
Nacido de padre estadounidense y madre española, Emilio Williams se crio en Madrid, España. En el año 2001 se trasladó a Chicago, la ciudad natal de su padre, donde en la actualidad ejerce como director artístico de la compañía, The Chicago Theater Sweatshop.

Estudió tres años de periodismo en el CEU San Pablo de Madrid. Además recibió su licenciatura en Cine y Video en Georgia State University. Durante 5 años trabajó para el canal televisivo de noticias CNN en Atlanta y Washington.
Su primera obra profesional como autor y director, "Sonata a Strindberg", se estrenó en 2007 en Lavapiés, dentro del Festival La Alternativa. 

Este espectáculo de cinco obras cortas se representó también en la Universidad de Salamanca. La versión en inglés ha recibido lecturas dramatizadas en Nueva York y Baltimore, y se estrenó en la Universidad de Kentucky. Dos de las obras se presentaron en francés, por la actriz española Marta Rubio, en el Off del Festival de Aviñón en el verano del 2009.
Su segunda obra fue"Si viví es por algo siempre pienso", una pieza de teatro documental sobre el drama de los refugiados políticos en España, basada en el libro “En Dos: Un viaje a las fronteras” de la periodista y novelista Mónica Sánchez.  Se estrenó en Madrid en la Casa Encendida en junio del 2008. Su interés por el teatro documental nace como resultado de su trabajo como periodista.
En el año 2010 recibió el IV Premio Espectáculo Teatral por su obra "Camas y Mesas, una comedia muy poco romántica.”  La obra inauguró el Festival La Alternativa 2010 en la Sala Triángulo de Madrid. Rápidamente se convirtió en un éxito del teatro alternativo madrileño. Viajó por España a lugares como la Sala Cero, de Sevilla, el Festival Internacional de Teatro en Cazorla, y otros bolos en Cabra y Ciudad Real. La obra regresó a Madrid a la Sala AZarte y terminó en el teatro comercial Teatro Arenal donde continuó su éxito de público y crítica.

Ese mismo año, estrenó su obra “Medea Vindicada”, una parodia del clásico de Eurípides, reinventada como un delirante monólogo cómico. Esta obra abre una etapa de comedias disparatadas influenciadas por el Teatro del Ridículo del autor y director neoyorquino Charles Ludlam. Las obras tienen en común su breve duración, una hora, y esconden bajo el género de la comedia una subversiva y mordaz crítica social.

Su siguiente farsa fue una crítica contra la clase política de su país “España, S.L.” Se estrenó en el Teatro Lara de Madrid en el año 2011. El autor la definió la obra como una farsa futurista-vintage, en la que se mezclaban enredos palaciegos inspirados en la España del momento, con un lenguaje lleno de arcaísmos y de neologismos.

Tras el estreno de esta obra, el autor se mudó de forma definitiva a Estados Unidos. 
En el año 2012, la compañía de Chicago, Trap Door Theatre estrenó su nueva obra en inglés “Smartphones, a pocket-size farce”. La obra fue éxito de público y crítica. 

La obra está pendiente de estreno en España. En abril del 2011, la obra ya había recibido una lectura dramatizada en el Teatro Español de Madrid. El académico de la Real Academia Española, Luis María Anson en un artículo en el diario El Mundo consideró que la obra hilvana perfectamente "el diálogo certero, el pensamiento profundo y la crítica social. (...) Entre Samuel Beckett y Jazmina Reza (el autor ha) puesto un espejo que refleja la realidad nueva de las relaciones humanas."

A finales del 2012, la versión en inglés de “Medea Vindicada” recibió el premio a mejor espectáculo internacional en el Festival United Solo de Off Broadway, en Nueva York.

En el año 2013, la compañía “The Chicago Theater Sweatshop”, de la cual es director artístico estrenó la versión americana de “Camas y Mesas”, “Tables and Beds, an unromantic comedy” en el teatro Stage773. El estreno coincidió con la producción de Teatro Luna, de su obra “Your problem withmen”. La obra continua inédita en su versión en español.

## Obras

### Obras estrenadas en castellano
- Sonata a Strindberg 2007
- Si viví es por algo, siempre pienso 2008
- Camas y Mesas 2010 (IV Premio El Espectáculo Teatral)
- Medea Vindicada 2010
- España, SL 2011
- Smartphones 2015

### Obras estrenadas en inglés
- A Strindberg Sonata 2010
- Medea’s got some issues 2011 (Best International Show, United Solo Festival, New York)
- Smartphones, a pocket–size farce 2012
- Tables and Beds 2013
- Your problem with men 2013